# Audition (The Fools Who Dream)
"Audition (The Fools Who Dream)" é uma canção do filme La La Land, dirigido por Damien Chazelle e lançado em 2016. Executada, no musical, pela atriz principal Emma Stone, o single foi composto por Justin Hurwitz e a dupla Pasek and Paul. Foi indicado ao Oscar de melhor canção original na edição de 2017.

## Composição
Justin Hurwitz, compositor de "Audition (The Fools Who Dream)", comentou sobre a inspiração para a música:
| “ | [A canção é] provavelmente minha música favorita do filme. Composicionalmente, estou mais orgulhoso de "The Fools Who Dream" do que de qualquer outra. Liricamente, fala um pouco sobre pessoas criativas a caminho de Los Angeles [...] Escutávamos, para outras canções, inúmeras outras para buscar referências condizentes com a história de La La Land. Para esta, no entanto, não estava ouvindo nada. Estava apenas compondo no piano e, por essa razão, acredito que a música tenha surgido de um lugar puro, cheio de emoção. | ” |

## Prêmios e indicações
| Premiação       | Categoria              | Resultado | R.    |
| --------------- | ---------------------- | --------- | ----- |
| Oscar           | Melhor canção original | Indicado  | [ 2 ] |
| Critics' Choice | Melhor canção          | Indicado  | [ 4 ] |